# Kings Park (park)

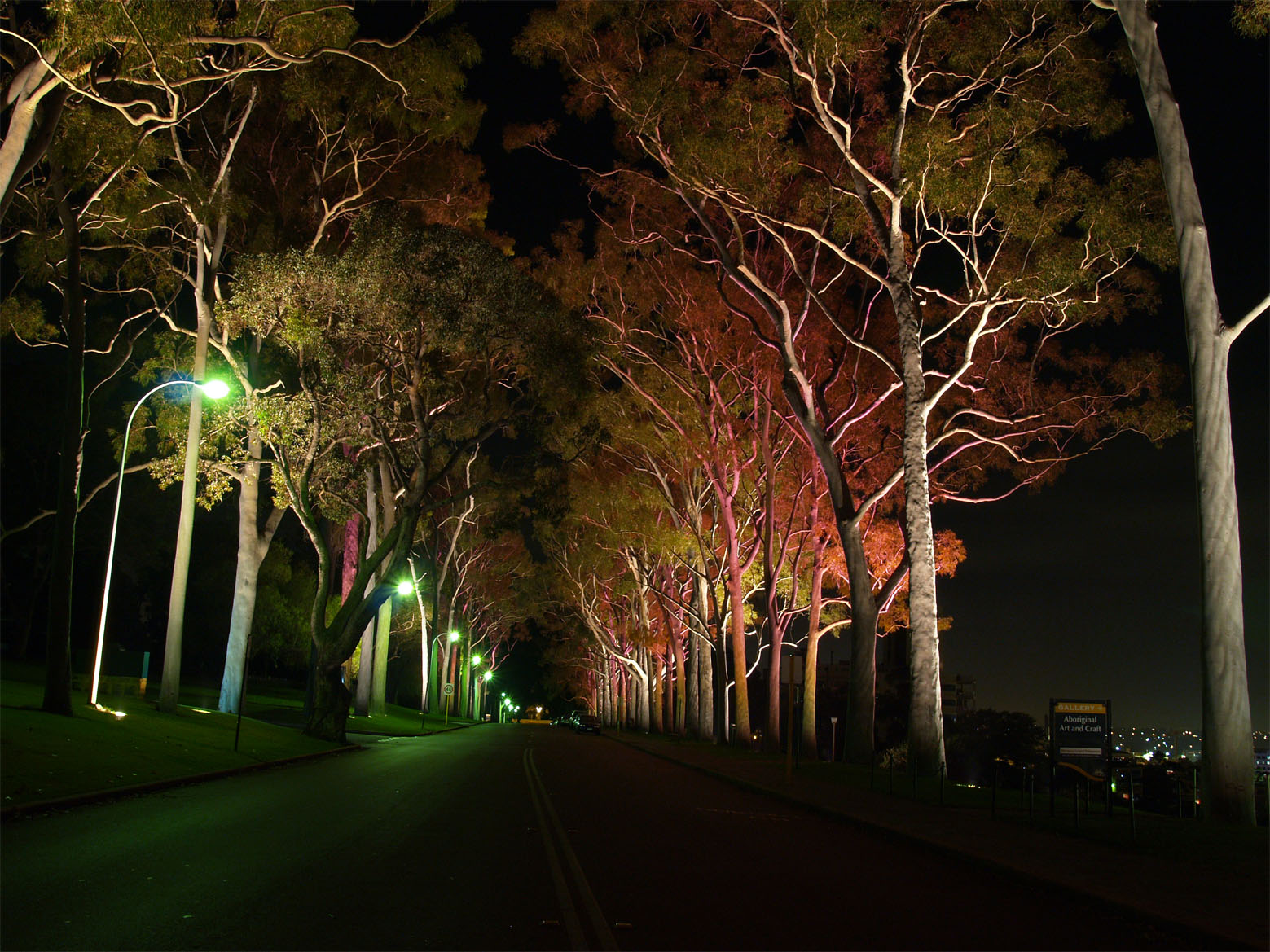
Aleja Frazera w Kings Park

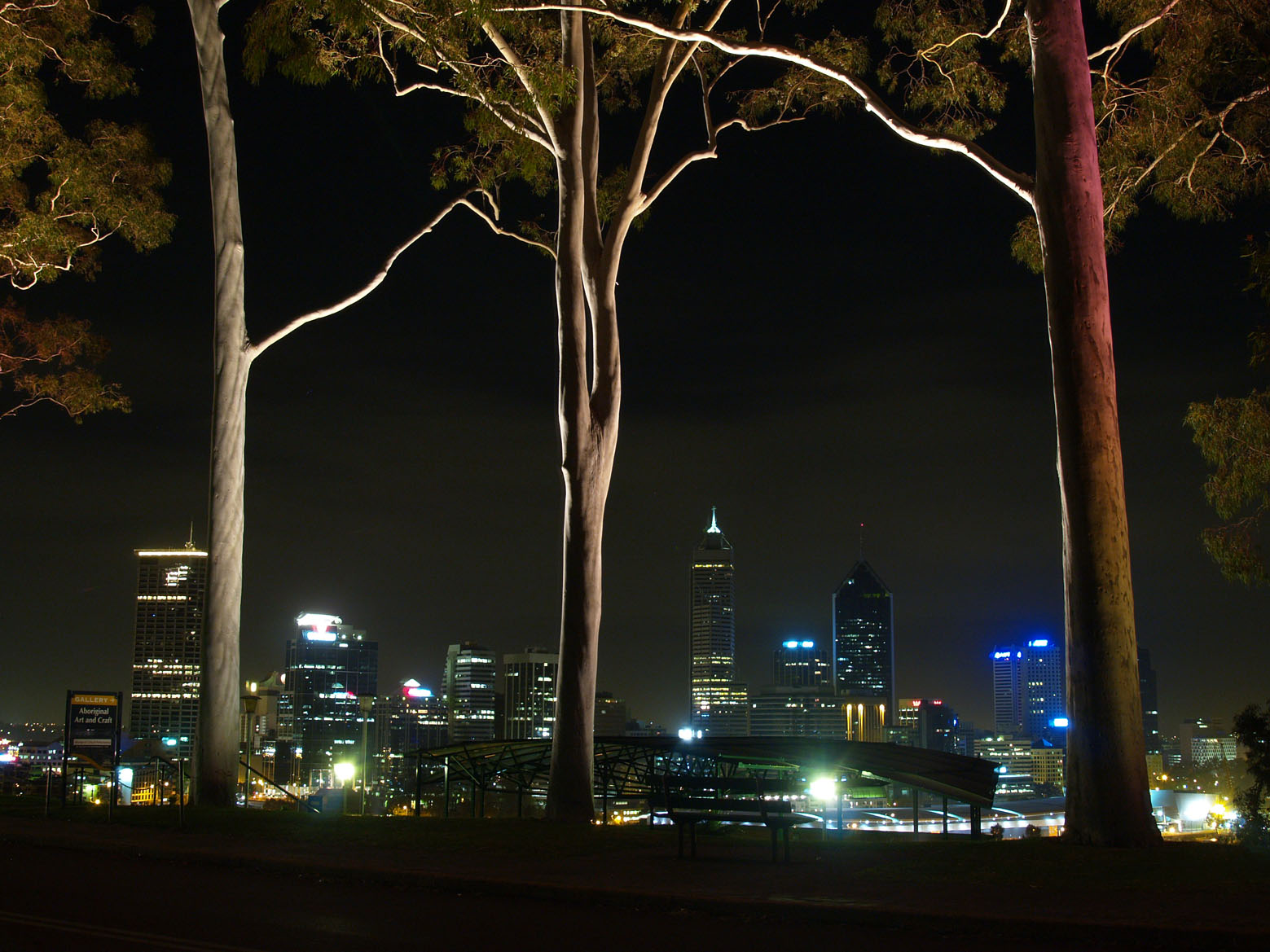
Kings Park

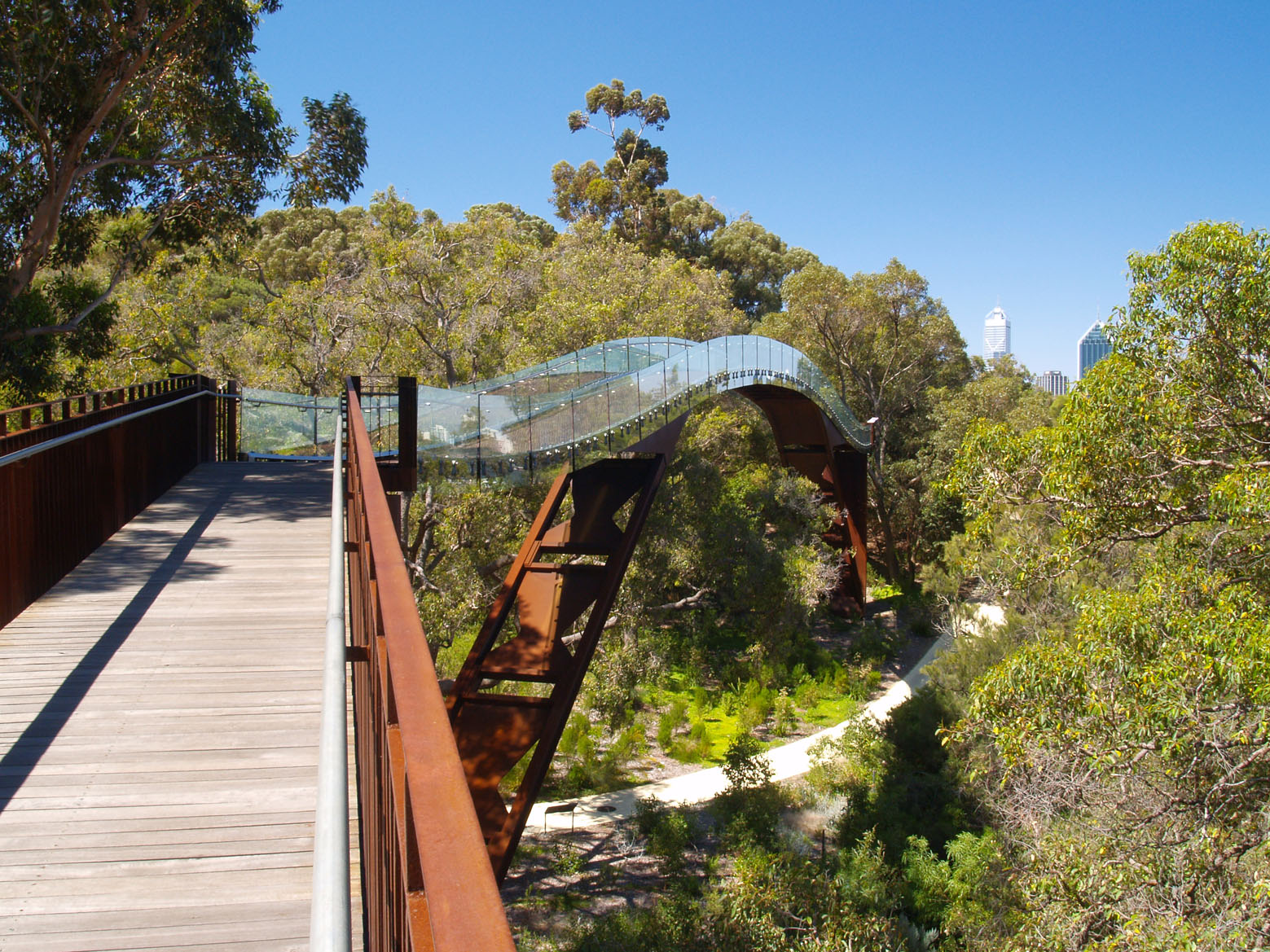
Wiszący most w Kings Park

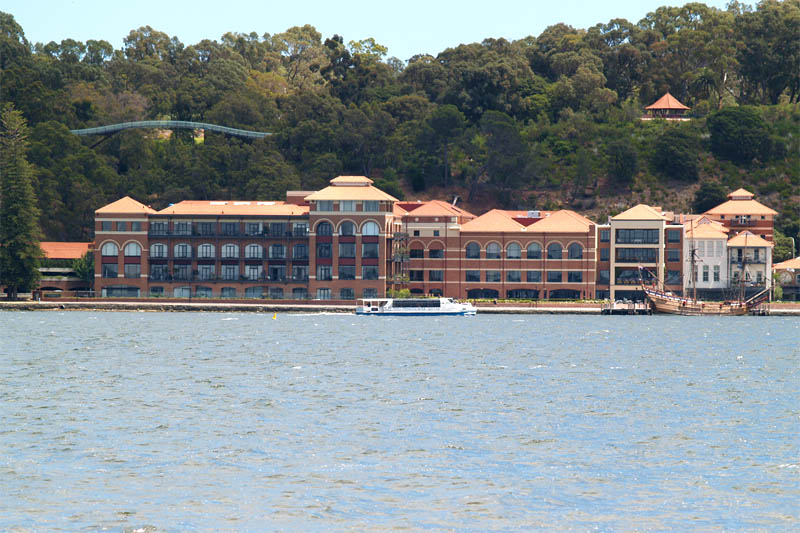
Kings Park. Widok od Swan River

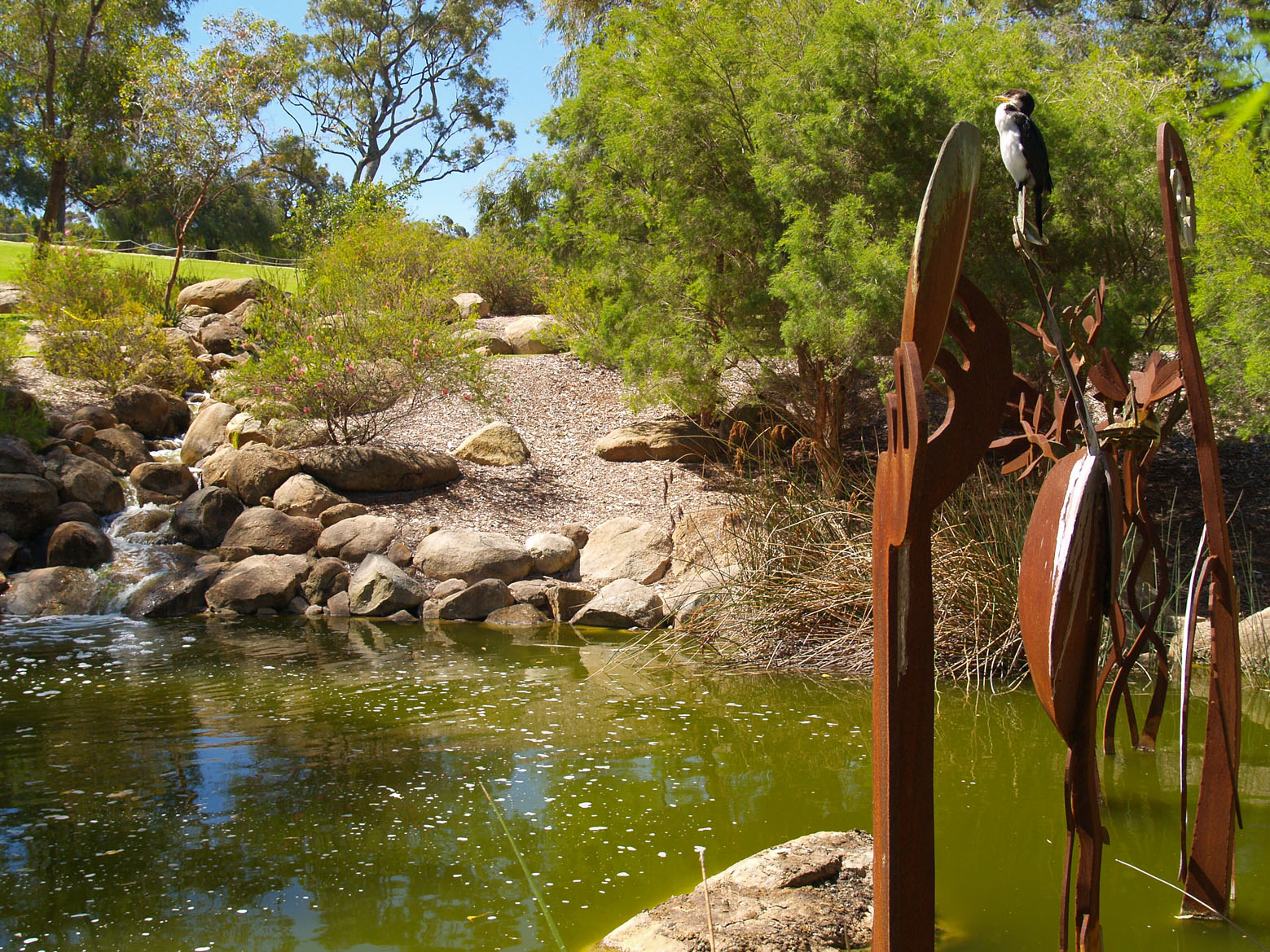
Kings Park

Kings Park park wypoczynkowy w Perth, Australia Zachodnia. 
Park mieści się na wzgórzu Elizy, obejmuje 500 ha. Powstał z końcem XIX wieku nad rzeką Swan (Rzeka Łabędzia). Dla Aborygenów miejsce to było uważane za święte. Legenda mówi, że mityczny wąż Wagyl wszedł pod ziemię i zamienił się w wodę, tworząc u stóp wzgórza Elizy rzekę Swan.